# It Happened One Christmas
It Happened One Christmas è un film per la televisione del 1977 diretto da Donald Wrye.
Si tratta di un remake del film classico La vita è meravigliosa (It's a Wonderful Life), caratterizzato da un'inversione dei ruoli dei protagonisti George e Mary rispetto l'opera originale.
Nel 1978, il film fu omaggiato da due candidature ai premi Emmy per il primetime: miglior direzione artistica in uno speciale drammatico a John J. Lloyd; e miglior attrice non protagonista in uno speciale drammatico o commedia a Cloris Leachman.

## Trama
Mary Bailey Hatch è una giovane donna che sogna di girare il mondo, ma che si ritrova forzata dalle circostanze a rimanere nella sua piccola città natale, dove sposa l'amore della sua vita, George Hatch, e continua l'attività di famiglia, la Building & Loan Business. Durante una vigilia di Natale, a seguito di una sfortunata serie di eventi, Mary, colta da depressione e disperazione, contempla il suicidio, finché in suo soccorso non arriva un angelo custode: Clara Oddbody.